# José Aguada (luchador)
José Aguada más conocido como Hans Águila, fue un luchador profesional argentino, formó parte de la troupe de Martín Karadagián en Titanes en el Ring.

## Biografía
Aguada se inició en la lucha libre en los años 40, integró las troupe del ucraniano Ivan Zelezniak, El Hombre Montaña y del armenio Martín Karadagián. En 1957 coprotagonizó la película Reencuentro con la gloria dirigida por Iván Grondona. En 1967 volvió a acompañar a Karadagián en El hombre invisible ataca.
Retirado de la lucha profesional Hans Águila fue el árbitro de la pelea llevada a cabo en el Luna Park entre Martín Karadagián y el Capitán Piluso personificado por el actor Alberto Olmedo. En 1962 fue contratado (por Karadagián), como árbitro del programa de televisión Titanes en el Ring, que se emitía por Canal 9.